# 6-е тысячелетие
6-е (шесто́е) тысячеле́тие  по григорианскому календарю — тысячелетие с 1 января 5001 года по 31 декабря 6000 года.  Оно наступит через 2976 лет.

## Астрономические события
- Вследствие прецесии звезда γ Цефея будет исполнять роль полярной звезды приблизительно с 3100 до 5100 год нашей эры, с 5100 года полярной звездой будет β Цефея[1].